# Steve Adams (Fußballspieler, 1958)
Stephen Thomas „Steve“ Adams  (* 18. Juni 1958 in Windsor) ist ein ehemaliger englischer Fußballspieler.

## Karriere
Adams war Apprentice (dt. Auszubildender) beim Londoner Klub Queens Park Rangers, von 1975 bis 1977 gehörte er dem Klub als Profi an, blieb aber ohne Pflichtspieleinsatz. Zur Saison 1977/78 wurden Adams und sein Mitspieler Tony Tagg vom früheren QPR-Trainer Gordon Jago für ein dreimonatiges Probetraining zum ebenfalls in London ansässigen Zweitligisten FC Millwall geholt. Adams bestritt am 4. Oktober 1977 bei einer 0:1-Niederlage gegen Luton Town eine Partie in der Second Division, bevor er den Klub, ebenso wie der Stürmer Chris Harris, Ende Oktober 1977 wieder verließ. Nach einem Aufenthalt bei Windsor & Eton in der Athenian League schloss er sich im März 1978 dem Drittligisten Cambridge United an. Bis zum Ende der Saison, die der Verein als Vizemeister abschloss, kam der Mittelfeldakteur, der zu diesem Zeitpunkt hauptberuflich als Gabelstaplerfahrer arbeitete, noch zu zwei Einsätzen; erstmals am 4. April 1978 per Einwechslung bei einem 0:0 gegen Swindon Town. In der folgenden Zweitligasaison, der ersten der Vereinsgeschichte, wurde er lediglich zum Saisonauftakt als Einwechselspieler eingesetzt. Seine Laufbahn setzte er im Non-League football beim Southern-League-Klub Hillingdon Borough fort, 1981/82 spielte er noch bei Slough Town in der Isthmian League. Seinen Lebensunterhalt verdiente er anschließend im Baugewerbe, seinen Wohnsitz hat er mittlerweile in Berkshire und Spanien.